# Bitwa na bombki
Bitwa na bombki (ang. Battle of the Bulbs 2010) – kanadyjsko-amerykańska komedia familijna w reżyserii Harveya Frosta. Scenariusz autorstwa Williama Paula Thompsona.

## Fabuła
Rodzina Walace'ów jak co roku planuje udekorować swój dom na święta Bożego Narodzenia. Ich ozdoby od lat uchodzą za najpiękniejsze w całej okolicy. Do domu naprzeciwko wprowadzają się nowi sąsiedzi, Stu i Mary z synem Chipem. Okazuje się, że Bob i Stu współzawodniczyli ze sobą jeszcze w szkole średniej. Teraz obaj stają do rywalizacji w konkursie na najpiękniejsze dekoracje świąteczne. Każdy z nich jest zdeterminowany, by pokonać przeciwnika.
Film był kręcony m.in. w 23408 114th Ave, Maple Ridge w prowincji Kolumbia Brytyjska w Kanadzie.

## Obsada[5]
- Daniel Stern – Bob Wallace
- Matt Frewer – Stu Jones
- Allison Hossack – Mindy Wallace
- Teryl Rothery – Mary Jones
- Emily Tennant – Susie Wallace
- William Hutchinson – Chip Jones
- Tim Henry – Pan Sutton
- Ryan Grantham – Tim Wallace
- Luis Javier – Joe
- Maxine Miller – Lesley McKane
- Jorge Vargas – Rajmund
- C. Ernst Harth – Walter Duncan
- Morgan Brayton – Helen Duncan
- Daryl Shuttleworth – Szef służby przeciwpożarowej
- Ellie Harvie – Doris
- Donna White – Pani Haynes
- Lesley Ewen – Ekspedientka
- Alf Humphreys – Burmistrz